# Vandermonde-determináns
A Vandermonde-determináns egy speciális, a lineáris algebrában és a matematika más ágaiban is gyakran használt nevezetes determináns.
Alakja:
{\displaystyle V(x_{1},\dots ,x_{n})={\begin{vmatrix}1&x_{1}&x_{1}^{2}&\dots &x_{1}^{n-1}\\1&x_{2}&x_{2}^{2}&\dots &x_{2}^{n-1}\\1&x_{3}&x_{3}^{2}&\dots &x_{3}^{n-1}\\\vdots &\vdots &\vdots &\ddots &\vdots \\1&x_{n}&x_{n}^{2}&\dots &x_{n}^{n-1}\\\end{vmatrix}}}
A felírásból rögtön látszik, hogy {\displaystyle x_{1},\ldots ,x_{n}} változóknak csaknem – előjel erejéig – szimmetrikus polinomja. Ez a kis hiányosság a szimmetriában adja voltaképp a Vandermonde-determináns diszkrét báját a csoportelméletben, mert {\displaystyle x_{1},\ldots ,x_{n}} változóknak pontosan azok a páros permutációi, amikkel permutálva a Vandermonde-determináns argumentumait az fixen marad.

## Kiszámítása
Értéke szorzattá alakítható:
{\displaystyle V(x_{1},\dots ,x_{n})=\prod _{j<i}(x_{i}-x_{j}).}

## Bizonyítás

### Indukcióval
Ezt az azonosságot n-re vonatkozó teljes indukcióval igazoljuk.
Az n=2 eset
{\displaystyle V(x_{1},x_{2})={\begin{vmatrix}1&1\\x_{1}&x_{2}\\\end{vmatrix}}=x_{2}-x_{1}}
nyilvánvaló.
Tegyük fel, hogy n-1-re tudjuk az állítást és adott a
{\displaystyle V(x_{1},\dots ,x_{n})={\begin{vmatrix}1&1&1&\dots &1\\x_{1}&x_{2}&x_{3}&\dots &x_{n}\\x_{1}^{2}&x_{2}^{2}&x_{3}^{2}&\dots &x_{n}^{2}\\\vdots &\vdots &\vdots &\ddots &\vdots \\x_{1}^{n-1}&x_{2}^{n-1}&x_{3}^{n-1}&\dots &x_{n}^{n-1}\\\end{vmatrix}}}
determináns.
Az első oszlopot a további oszlopokból kivonva
adódik.
E determinánst az első sor szerint kifejtve kapjuk, hogy értéke megegyezik a következő determináns értékével:
adódik.
Az első oszlopból {\displaystyle (x_{2}-x_{1})}-et, a másodikból {\displaystyle (x_{3}-x_{1})}-et, … sorra kiemelve az alábbi determináns marad vissza:
Az utolsó, utolsó előtti,… sorból egymásután levonva az előző sor {\displaystyle x_{1}}-szeresét {\displaystyle V(x_{2},\dots ,x_{n})}-et kapjuk azaz
és indukciós feltevésünkkel készen vagyunk.

### Felhasználva, hogy antiszimmetrikus polinom
Könnyen látható, hogy {\displaystyle V(x_{1},\dots ,x_{n})}-nek mint {\displaystyle x_{1}} polinomjának gyöke {\displaystyle x_{2}}, hiszen beírva a determináns első két sora lineárisan összefügg. Így {\displaystyle (x_{1}-x_{2})} kiemelhető, és ezért a sajátos szimmetriából adódóan {\displaystyle \pm (x_{i}-x_{j})} is minden különböző i,j-re, de tekintve, hogy a {\displaystyle x_{1},\ldots ,x_{n}} polinomjainak a gyűrűjében az {\displaystyle x_{i}-x_{j}} alakú polinomok, ahol {\displaystyle i\neq j}, páronként relatív prímek, ezek szorzata is kiemelhető V-ből. Mivel ennek a szorzatnak a foka {\displaystyle {\binom {n}{2}}}, azaz éppen V foka, egymástól csak konstans szorzóban térnek el. Hogy ezt a konstansszorzót megállapítsuk, elegendő ugyanannak a tagnak az együtthatóját megvizsgálnunk: Mindkét polinomban könnyen meghatározhatjuk {\displaystyle x_{2}x_{3}^{2}\ldots x_{n}^{n-1}} együtthatóját, ami történetesen mindkét ízben egy, így kapjuk, hogy:
{\displaystyle V=\prod _{j<i}{(x_{i}-x_{j})}}. Q. E. D.